# Pôle céleste
Pour les articles homonymes, voir Pôle.

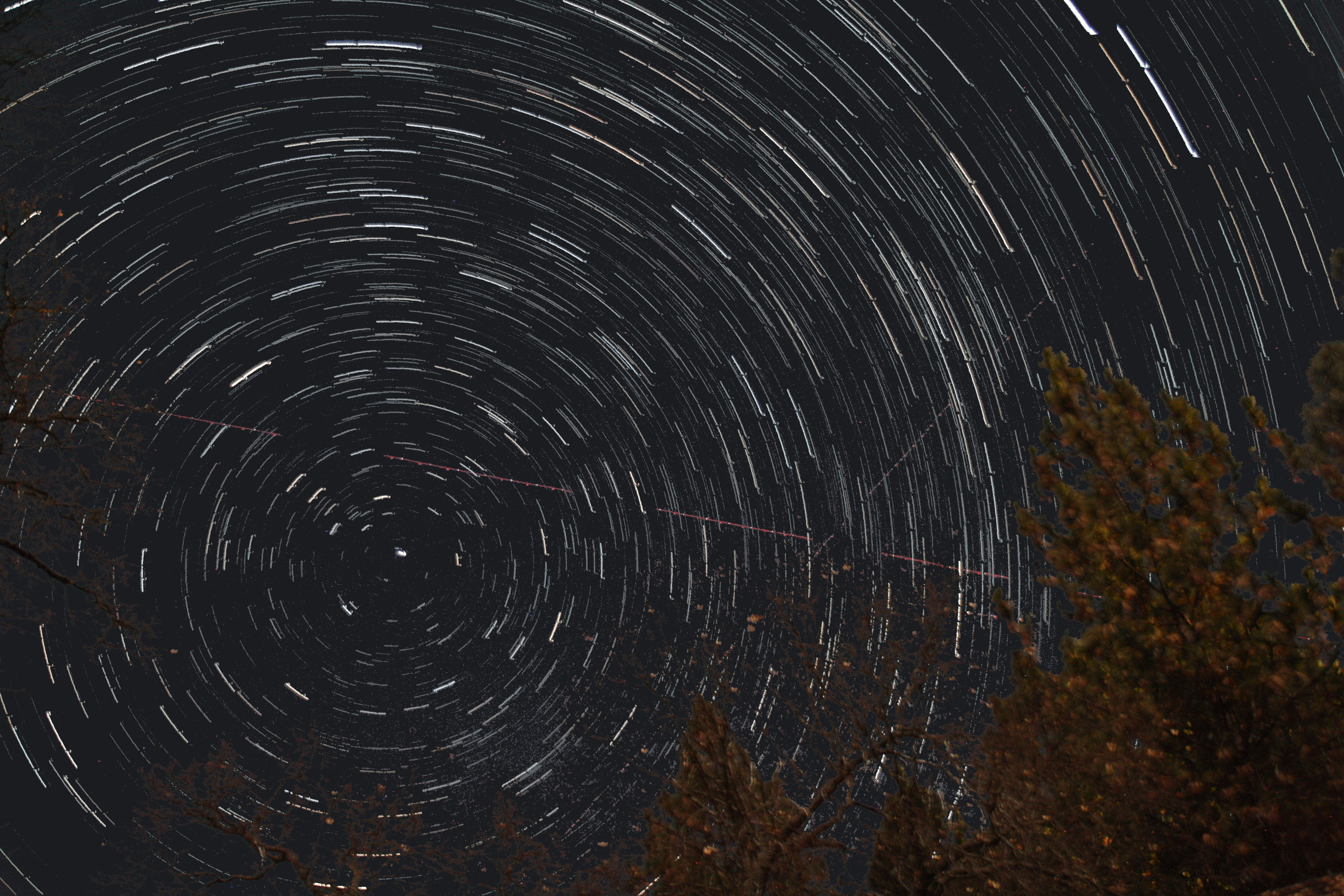
Le pôle Nord céleste est le point dans le ciel autour duquel les étoiles semblent tourner dû à la rotation de la terre sur son axe. On peut apercevoir l'étoile polaire proche du centre de rotation.

En astronomie, les deux pôles célestes sont les points de la sphère céleste vers lesquels pointe l'axe de rotation de la Terre et autour desquels le ciel semble donc tourner. Ces pôles célestes sont des points de référence importants pour les astronomes et les géographes, la détermination de leur position sur la voûte céleste est fondamentale. L'axe de rotation de la Terre n'est pas fixe avec le temps (voir précession des équinoxes et oscillation de Chandler), ainsi la position des deux pôles célestes varie au cours du temps. Par exemple, il y a environ 14 000 ans, c'était l'étoile Véga qui déterminait le pôle Nord céleste, et ce sera à nouveau le cas dans environ 12 000 ans.
Les pôles célestes sont, par définition, les pôles du système de coordonnées équatoriales. Leur déclinaison, c'est-à-dire leur latitude dans ce système de coordonnées, est de ±90°.

## Pôle Nord céleste

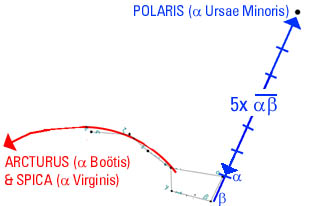
Guide pour déterminer l'Étoile polaire et Arcturus à partir de la Grande Ourse.

L'étoile polaire se trouve être une étoile brillante actuellement proche du pôle Nord céleste, prise comme marqueur par les astronomes. Sa déclinaison est actuellement de 89°15'. Elle est donc située à moins d'un degré (une fois et demi le diamètre apparent de la Lune) du pôle Nord céleste. 

Du fait de la précession des équinoxes elle va même correspondre de plus en plus au pôle Nord céleste au fil du XXIe siècle.
Un moyen classique de repérer l'étoile polaire est de partir des deux étoiles de droite du chariot de la Grande Ourse, Merak et Dubhe et de prolonger la ligne obtenue vers le haut de cinq fois la distance Merak-Dubhe pour atteindre l'étoile polaire. Si la Grande Ourse est trop basse sur l'horizon, on peut également utiliser la constellation de Cassiopée et ses étoiles α (Schedar) et γ, soit les 3e et 4e du « W » caractéristique de la constellation. La ligne ainsi obtenue doit être prolongée vers le haut du W et incurvée sur la droite pour atteindre la région du pôle Nord céleste. La méthode est cependant approximative car l'alignement de ces deux étoiles avec le pôle est médiocre.

## Pôle Sud céleste
Il n'existe pas d'étoile brillante marquant le pôle Sud céleste. L'étoile Sigma Octantis est celle qui en est le plus proche, mais elle n'est pas spécialement remarquable (sa magnitude apparente est de 5,5). Il est plus commode d'utiliser la Croix du Sud dont les étoiles Acrux et Gacrux (respectivement la base et le sommet de la croix) forment une ligne qui prolongée dans le sens Gacrux-Acrux de 4,5 fois la distance les séparant permet d'atteindre un point assez proche du pôle Sud céleste.